# Sprachsteuerung
Als Sprachsteuerung bezeichnet man die Übermittlung von Befehlen an technische Geräte, die per Stimme erfolgt.
Grundsätzlich kann das Prinzip der Sprachsteuerung bei einer sehr großen Zahl von Gerätetypen zum Einsatz kommen. Voraussetzung ist, dass es ein Modul für Spracherkennung gibt, das sprachliche Äußerungen aufnehmen und interpretieren kann.

## Bisherige Einsatzbereiche
Es gibt Software, mit der das Betriebssystem eines PCs alternativ zu der Steuerung über gewöhnliche Eingabegeräte wie Maus oder Tastatur auch durch Sprachbefehle gesteuert werden kann.
Ein aktuell zunehmendes Einsatzgebiet findet sich auf Smartphones in Form von  Intelligenten Persönlichen Assistenten.
Sprachsteuerung wird außerdem auch bei Navigationssystemen in Pkws eingesetzt. Der Fahrer muss nicht mehr mit der Hand per Tasten, Touchscreen oder Scrollrad seine Zielroute eingeben, sondern kann die Befehle und ebenso die Straßen- und Ortsnamen per Spracheingabe an das Gerät übermitteln.

## Nutzerzahlen in Deutschland
Laut einer repräsentativen Umfrage nutzten Anfang 2016 52 Prozent der Deutschen, die ein Smartphone verwenden, die Sprachsteuerung ihres Geräts.
Die häufigsten Einsatzgebiete sind dabei das Anrufen von Kontakten (76 Prozent), Textnachrichten diktieren (54 Prozent) und Suchanfragen zur Internetrecherche (31 Prozent).

## Softwareauswahl
- Microsoft Windows, seit Vista im Betriebssystem integriert
- macOS, im Betriebssystem integriert
- OS/2 Warp 4 VoiceType, im Betriebssystem integriert
- Microsoft Voice Command für PDAs
- Dragon NaturallySpeaking
- IBM ViaVoice
- Linguatec Voice Pro, früher auf IBM ViaVoice basierend, jetzt auf Microsoft basierend
- Insors GmbH Easy by Voice, spezielle Software für den Bereich Umfeldkontrolle (Rehatechnik)
- Apple bis iPhone 4, im Betriebssystem integriert
- Apple ab iPhone 4s, Siri, im Betriebssystem integriert, basierend auf Nuance
- Xbox 360, im Betriebssystem integriert
- Alexa Voice Service für Amazon Echo und Echo Dot
- Google Assistant für Google Nest
- PlayStation 4, im Betriebssystem integriert